# Schloss Königs Wusterhausen

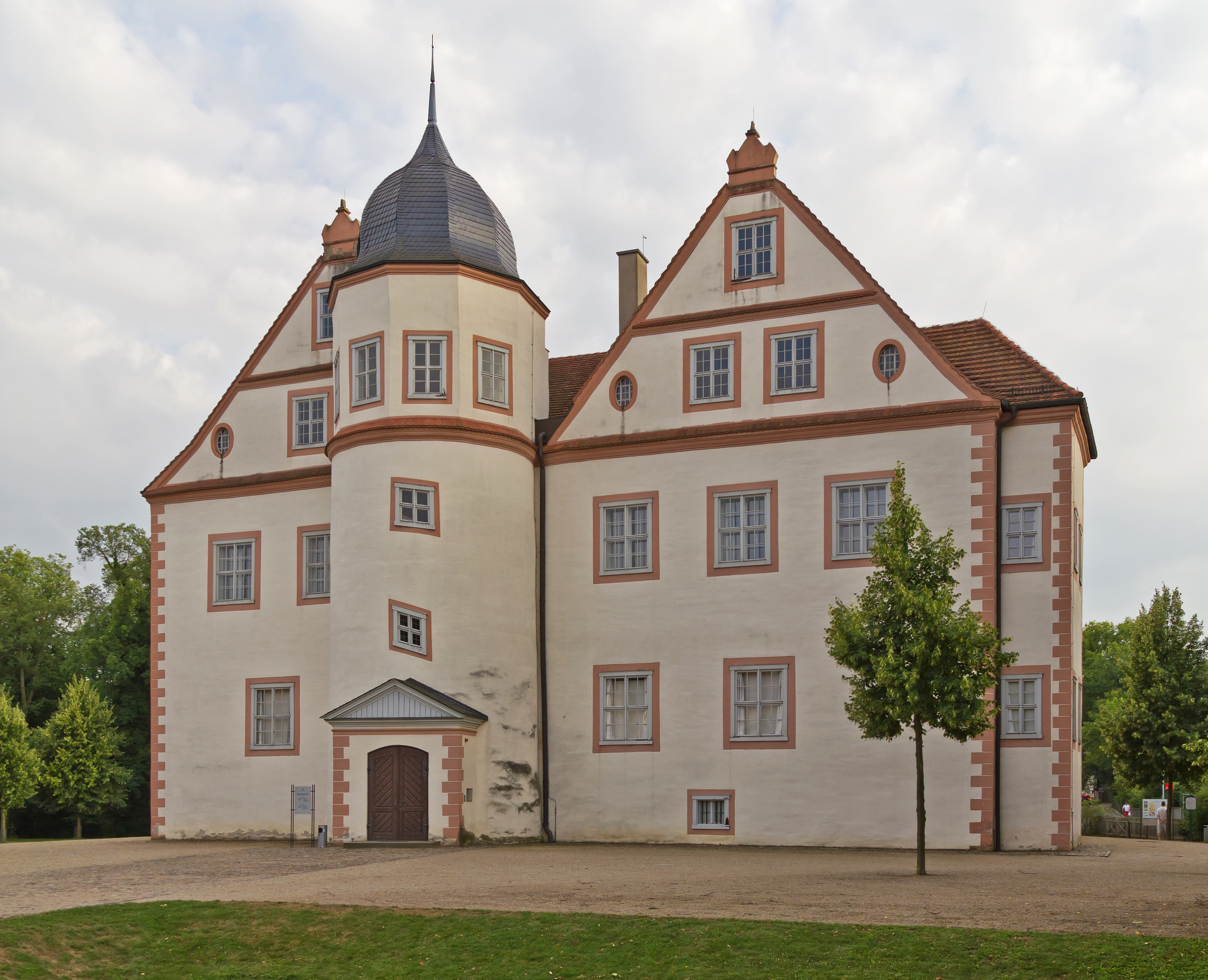
Schloss Königs Wusterhausen, Hoffassade

Das Schloss Königs Wusterhausen in der gleichnamigen Stadt südöstlich von Berlin im Bundesland Brandenburg wurde als bevorzugte Residenz des „Soldatenkönigs“ Friedrich Wilhelm I. und als Ort seiner Tabakskollegien bekannt. Das denkmalgeschützte Gebäude ist seit 2000 ein Museum.

## Geschichte des Schlosses
Das Schloss gründet sich auf einer Wasserburg aus dem 14. Jahrhundert und wurde 1320 erstmals schriftlich erwähnt. Eine weitere Erwähnung geht als „castrum wusterhuse“ auf 1375 zurück. 1682 wurde das Anwesen durch den Großen Kurfürsten Friedrich Wilhelm für seinen Sohn Friedrich I. erworben, welcher es wiederum seinem Sohn Friedrich Wilhelm I., dem späteren „Soldatenkönig“, schenkte.

### Das Schloss unter dem Soldatenkönig

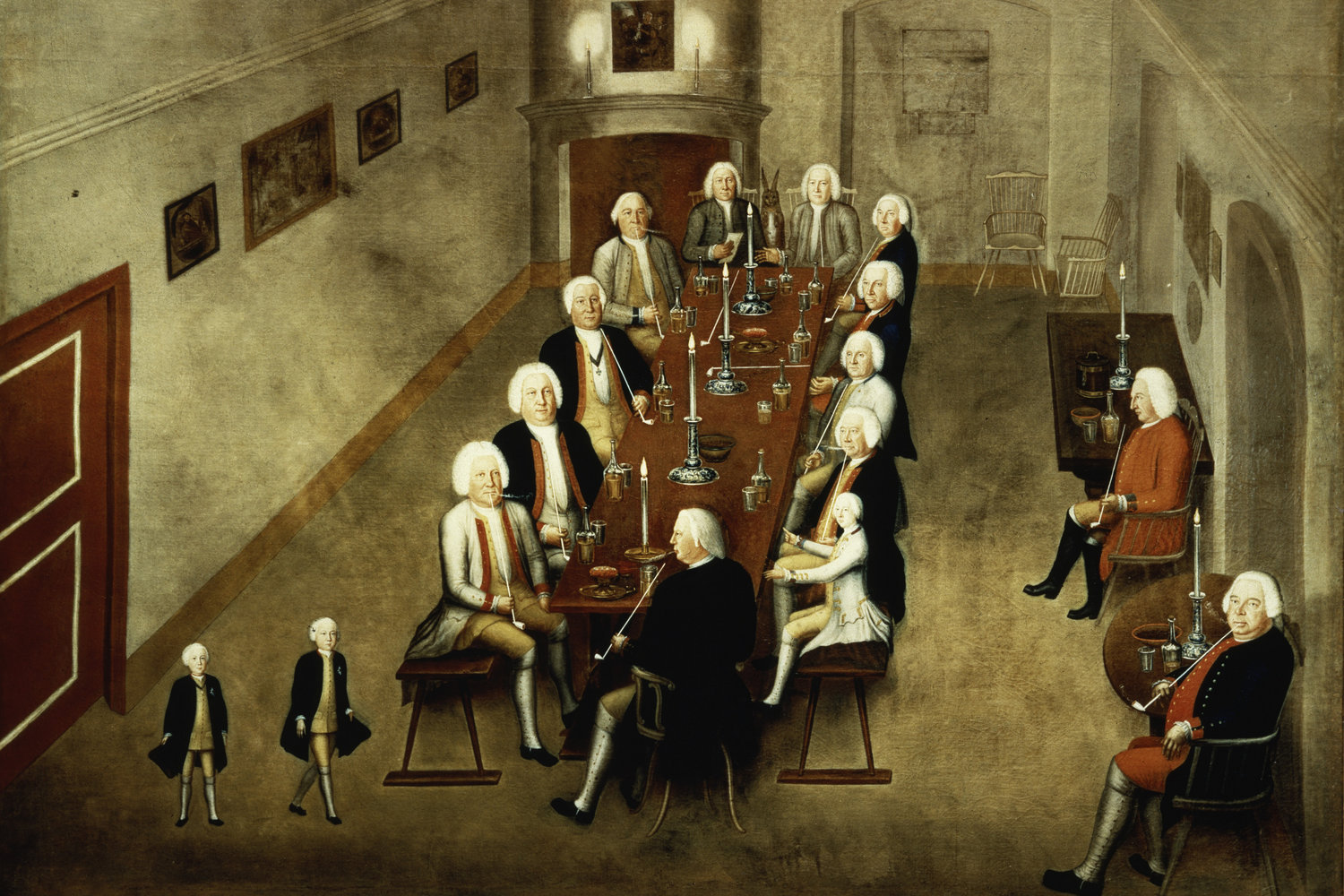
Das Tabakskollegium im Schloss Königs Wusterhausen, Gemälde des 18. Jahrhunderts von Georg Lisiewski

Friedrich Wilhelm I. verachtete die barocke Verschwendungssucht seines Vaters, der Preußen mit dem Ausbau der Schlösser in Potsdam und Berlin an den Rand des Staatsbankrotts gebracht hatte. Er nutzte das einfache Schloss in Wusterhausen als Jagdschloss und Sommersitz und hielt sich möglichst nur im Winter in den Stadtresidenzen auf. Friedrich Wilhelm I. kam regelmäßig zur „Herbstlust“ nach Wusterhausen. Zu seinen Ehren erhielt der Ort Wusterhausen ab 1717 den „Königs“-Zusatz in der Bezeichnung.
Der Soldatenkönig wohnte bevorzugt in diesem kleinen Schloss, dort hielt er seine Tabakskollegien ab und konnte sich mit der Ausbildung seiner Langen Kerls von den Staatsgeschäften ablenken oder auf die Jagd gehen – eines der wenigen aristokratischen Vergnügen, die er sich erlaubte. Zur Sicherung des Jagdwildbestandes ließ er 1725 den Tiergarten Neue Mühle anlegen, der direkt an den Schlosspark grenzte. Doch das Schloss war nicht nur Ort der Muße und Erholung; hier unterzeichnete er auch 1730 das Dekret, das die geplante Flucht seines Sohnes Friedrich II. nach England mit der Hinrichtung dessen Freundes Hans Hermann von Katte unglückselig beendete.

### Das Schloss nach Friedrich Wilhelm I.

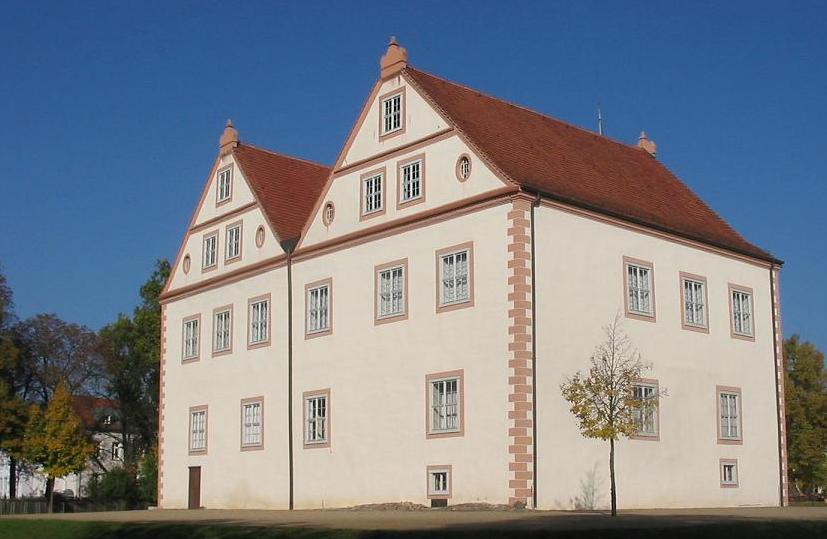
Rückwärtige Ansicht des Schlosses

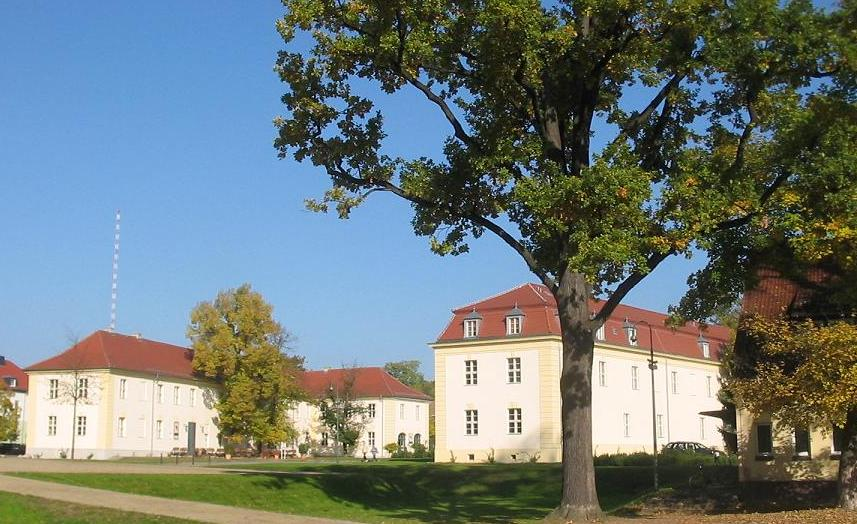
Die Kavaliershäuser des Schlosshofs

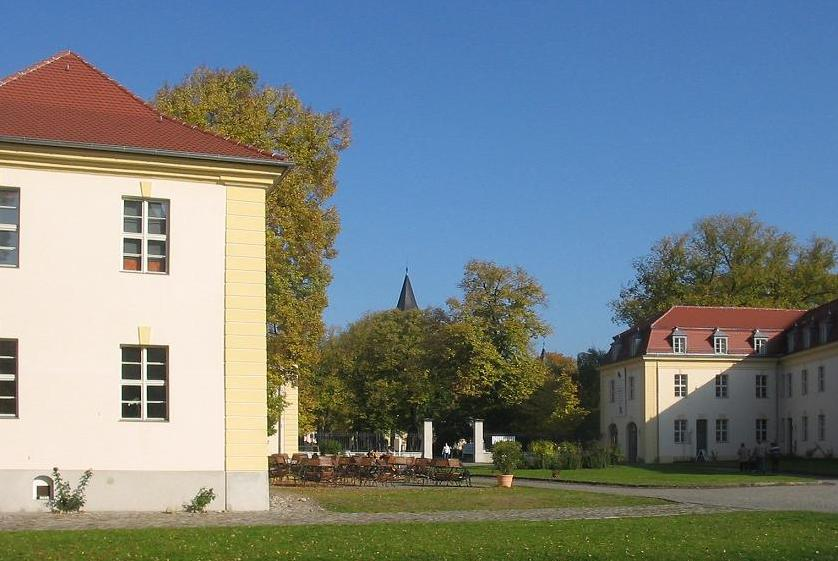
Blick zum Haupteingang

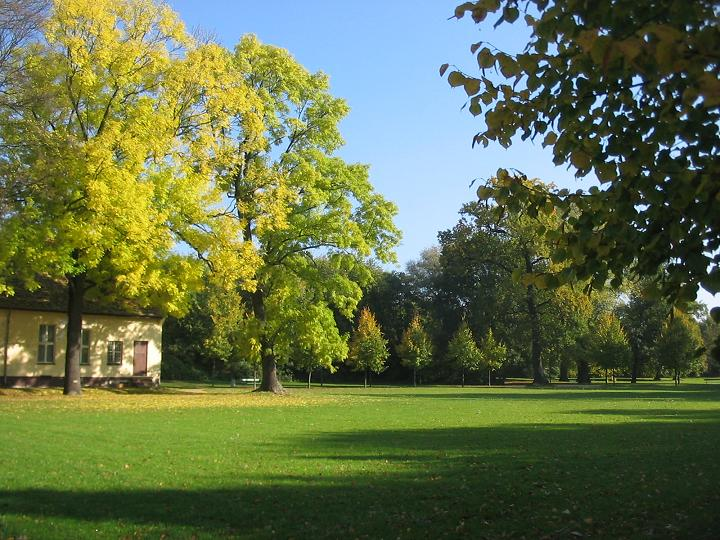
Der Schlosspark

Nach dem Tod des Soldatenkönigs 1740 erbte August Wilhelm, der Lieblingssohn von Friedrich Wilhelm I., das Schloss und seine Güter. Zahlreiche Überreste, die von archäologischen Grabungen im Umfeld des Schlosses stammen, belegen die Nutzung des Schlosses in dieser Zeit. Dennoch stand das Schloss wohl zeitweise leer und wurde einem Kriegsrat und seinen Offizianten als Wohnsitz überlassen. Friedrich II. hatte keine guten Erinnerungen an den Ort, in dem er einen Teil seiner unglücklichen Kindheit verbracht hatte und der ihn ständig an den verhassten Vater erinnerte. Er widmete sich lieber dem Ausbau von Schloss Sanssouci in Potsdam. Nach seinem Tode bewohnte aber sein Bruder Heinrich das Schloss gelegentlich, das ihm Friedrich Wilhelm III. ab August 1798 überlassen hatte. Ab 1799 bis zu seinem Tod 1802 verbrachte er dort den Monat März und oft auch den Oktober sowie gelegentliche Sommertage, wobei ihn sein königlicher Neffe und sein jüngerer Bruder August Ferdinand sowie andere Verwandte besuchten. Er pflegte hier die Erinnerung an seine Mutter und seine Geschwister, während der Vater, der bereits verstorben war, als er erst 14 Jahre zählte, ihm weniger dunkle Erinnerungen bereitete.
Im 19. Jahrhundert wurde es von den preußischen Königen Friedrich Wilhelm IV. und Wilhelm I. wieder als königliches Jagdschloss genutzt. Ab 1863 fanden wieder Hofjagden statt. Das Schloss wurde instand gesetzt und wieder eingerichtet.
Im Dezember 1883 veranstaltete der preußische König Wilhelm I. gemeinsam mit dem Großherzog von Sachsen-Weimar-Eisenach Carl Alexander und dem Herzog von Sachsen-Altenburg Ernst I. eine Hofjagd.
1913 fand unter Kaiser Wilhelm II. die letzte große Jagd statt. Während der Zeit der Weimarer Republik war hier eine Zeit lang ein Museum untergebracht und während des Zweiten Weltkrieges wurde es als Lazarett genutzt. Zur Zeit der Deutschen Demokratischen Republik war es Sitz der Kreisverwaltung des Kreises Königs Wusterhausen.
Ab 1991 fanden umfangreiche Restaurierungsarbeiten statt; am 30. September 2000 wurden Schloss und Garten wieder der Öffentlichkeit zugänglich gemacht. Heute befindet sich dort erneut ein Zentrum der Kultur. Das Schloss dient wieder als Museum. Die Stiftung Preußische Schlösser und Gärten Berlin-Brandenburg ist Eigentümerin des Schlosses und des Schlossgartens.

## Architektur des Schlosses
Der zweigeschossige, fast quadratische Baukörper wurde bis ins Obergeschoss unter Verwendung von Feldsteinen errichtet. Er zeigt den für die Renaissance verbindlichen Typ des „Festen Hauses“. Die Nord- und die Südseite des Gebäudes zeigen die für das Schloss charakteristischen Giebelfronten mit steilen und parallel verlaufenden Satteldächern. An der nördlichen Hoffassade befindet sich der vorgelagerte, aus der Mittelachse verschobene Treppenturm mit einer aus Schiefer gedeckten Schweifhaube.
Im Festsaal des Schlosses befinden sich ca. 40 Gemälde, die der Soldatenkönig zwischen 1735 und 1739 im Schloss Kossenblatt eigenhändig malte und die erst 1863 nach Wusterhausen gelangten.
Vor dem Schloss liegen die beiden Kavaliershäuser, die zusammen den trapezförmigen Schlosshof bilden.

## Schlossgarten
Der Renaissancegarten befand sich westlich des Schlosses, während sich auf der östlichen Seite ein noch ungestaltetes Auengelände befand. Zwischen 1696 und 1698 wurde auf der östlichen Seite ein Garten im Stil des französischen Barocks angelegt. Auftraggeberin war Kurfürstin Sophie Charlotte. Sie schickte Siméon Godeau, einen Schüler André Le Nôtres aus Paris, zur Gestaltung des Schlossgartens nach Wusterhausen.
Heute ist die barocke Gartenstruktur – in Verbindung mit den Resten der Gestaltung des 19. Jahrhunderts und der Zeit um 1969 – wiederhergestellt.